# Angeliño
José Ángel Esmorís Tasende (Coristanco, 4 januari 1997) – alias Angeliño – is een Spaans voetballer die doorgaans als linksback speelt. Hij tekende in 2021 een contract tot medio 2025 bij RB Leipzig, dat €18.000.000,- voor hem betaalde aan Manchester City.

## Clubcarrière
Angeliño verruilde op zestienjarige leeftijd Deportivo La Coruña voor Manchester City. Hij zat op 2 december 2014 voor het eerst op de bank tijdens een Premier League-duel, tegen Sunderland. Manchester City verhuurde Angeliño in juli 2015 tot eind december 2015 aan New York City. Hij debuteerde op 12 juli 2015 in de Major League Soccer, tegen Toronto. Zeven dagen later kreeg Angeliño zijn eerste basisplaats, in een competitieduel tegen New England Revolution.
Nadat hij terugkeerde bij Manchester City speelde Angeliño weer hoofdzakelijk in jeugdteams. Hij speelde in twee seizoenen één wedstrijd in de FA Cup, één in de League Cup en één in de UEFA Champions League voor het eerste elftal. Daarna verhuurde City hem aan achtereenvolgens Girona FC, RCD Mallorca en NAC Breda. Tijdens die laatste huurbeurt maakte hij indruk op PSV, de kampioen van de Eredivisie dat seizoen. De Eindhovense club nam hem vervolgens per 1 juli 2018 definitief over van Manchester City. Angeliño tekende een contract tot medio 2023 bij PSV, dat circa € 5.000.000 voor hem betaalde. Angeliño maakte op 7 juli 2018 zijn officieuze debuut voor PSV, net als de andere aankoop Denzel Dumfries. De Eindhovense ploeg verloor die dag met 5–3 in een oefenduel tegen RSC Anderlecht. Zijn eerste officiële wedstrijd voor PSV was de verloren strijd om de Johan Cruijff Schaal 2018, tegen Feyenoord. Angeliño stond dat seizoen in zowel de competitie als de Champions League elke wedstrijd in de basis en maakte met zijn aanvallende spel veel indruk in Eindhoven. Hij eindigde het 2018/19 seizoen met negen assists en een doelpunt en werd mede daardoor verkozen tot Talent van het Jaar in de Eredivisie. Zijn spel zette Manchester City ertoe aan om hem in juli 2019 terug te kopen van PSV door gebruik te maken van een terugkoopclausule van €12.000.000,-. Hij kwam er in de eerste helft van het seizoen 2019/20 vaker aan spelen toe dan eerder, maar een doorbraak als basisspeler bleef uit. Manchester City verhuurde hem in januari 2020 voor een halfjaar aan RB Leipzig, op dat moment koploper in de Bundesliga.
Op 8 september 2020 kondigde Manchester City aan dat Angeliño's leenbeurt aan RB Leipzig zou worden verlengd voor de duur van het seizoen 2020/21. Op 20 oktober 2020 scoorde Angeliño een brace in een 2-0 overwinning op Istanbul Başakşehir in de UEFA Champions League 2020/21. In de laatste groepswedstrijd op 8 december scoorde Angeliño het eerste doelpunt van zijn ploeg in een 3-2 overwinning op Manchester United om hen uit de competitie te stoten.
Op 12 februari 2021 maakte Angeliño permanent de overstap naar RB Leipzig nadat hij een vierjarig contract tekende bij de Duitse club, voor een niet nader genoemd bedrag. In 2022 en 2023 werd hij respectievelijk verhuurd aan Hoffenheim en Galatasaray.

## Clubstatistieken
| Seizoen | Club            | Competitie         | Competitie | Competitie | Beker | Beker | Internationaal | Internationaal | Totaal | Totaal |
| Seizoen | Club            | Competitie         | Wed.       | Dlp.       | Wed.  | Dlp.  | Wed.           | Dlp.           | Wed.   | Dlp.   |
| ------- | --------------- | ------------------ | ---------- | ---------- | ----- | ----- | -------------- | -------------- | ------ | ------ |
| 2014/15 | Manchester City | Premier League     | 0          | 0          | 0     | 0     | 0              | 0              | 0      | 0      |
| 2014/15 | → New York City | MLS                | 14         | 0          | 0     | 0     | —              | —              | 14     | 0      |
| 2015/16 | Manchester City | Premier League     | 0          | 0          | 1     | 0     | 0              | 0              | 1      | 0      |
| 2016/17 | Manchester City | Premier League     | 0          | 0          | 1     | 0     | 1              | 0              | 2      | 0      |
| 2016/17 | → Girona FC     | → Segunda División | 0          | 0          | 0     | 0     | —              | —              | 0      | 0      |
| 2016/17 | → RCD Mallorca  | → Segunda División | 17         | 0          | 0     | 0     | —              | —              | 17     | 0      |
| 2017/18 | → NAC Breda     | Eredivisie         | 34         | 3          | 1     | 0     | —              | —              | 35     | 3      |
| 2018/19 | PSV             | Eredivisie         | 34         | 1          | 0     | 0     | 8              | 0              | 42     | 1      |
| 2019/20 | Manchester City | Premier League     | 6          | 0          | 5     | 0     | 1              | 0              | 12     | 0      |
| 2019/20 | → RB Leipzig    | Bundesliga         | 13         | 1          | 1     | 0     | 4              | 0              | 18     | 1      |
| 2020/21 | → RB Leipzig    | Bundesliga         | 26         | 4          | 4     | 1     | 7              | 3              | 37     | 8      |
| 2021/22 | RB Leipzig      | Bundesliga         | 29         | 2          | 5     | 0     | 11             | 1              | 45     | 3      |
| 2022/23 | → Hoffenheim    | Bundesliga         | 33         | 0          | 2     | 1     | —              | —              | 35     | 1      |
| 2023/24 | → Galatasaray   | Süper Lig          | 8          | 0          | 0     | 0     | 11             | 1              | 19     | 1      |
| 2023/24 | → AS Roma       | Serie A            | 16         | 0          | 0     | 0     | 4              | 0              | 20     | 0      |
| 2024/25 | AS Roma         | Serie A            | 27         | 2          | 2     | 0     | 9              | 1              | 38     | 3      |
| Totaal  | Totaal          | Totaal             | 257        | 13         | 22    | 2     | 56             | 6              | 335    | 21     |

Bijgewerkt tot en met 3 maart 2025.

## Erelijst
| Competitie          |                 |                 |                 |                 |
| Competitie          | Aantal          | Jaren           |                 |                 |
| Manchester City     | Manchester City | Manchester City | Manchester City | Manchester City |
| ------------------- | --------------- | --------------- | --------------- | --------------- |
| FA Community Shield | 1x              | 2019            |                 |                 |
| RB Leipzig          |                 |                 |                 |                 |
| DFB-Pokal           | 1x              | 2021/22         |                 |                 |

| Individuele prijzen                | Individuele prijzen | Individuele prijzen |
| Prijs                              | Maand               | Club                |
| ---------------------------------- | ------------------- | ------------------- |
| Eredivisie speler van de maand U21 | September 2017      | NAC Breda           |
| Eredivisie speler van de maand U21 | December 2017       | NAC Breda           |
| Eredivisie speler van de maand U21 | Februari 2018       | NAC Breda           |
| Eredivisie speler van de maand U21 | April 2018          | NAC Breda           |
| Eredivisie speler van de maand U21 | September 2018      | PSV                 |

## Interlandcarrière
Angeliño maakte deel uit van Spanje –17 en Spanje –21.